# Golshan Ţāleshān
Golshan Ţāleshān (persiska: Kolesh Ţāleshān, گلشن طالشان) är en ort i Iran.   Den ligger i provinsen Gilan, i den nordvästra delen av landet, 240 km nordväst om huvudstaden Teheran. Golshan Ţāleshān ligger 8 meter över havet och antalet invånare är 192.
Terrängen runt Golshan Ţāleshān är platt, och sluttar norrut. Runt Golshan Ţāleshān är det tätbefolkat, med 659 invånare per kvadratkilometer. Närmaste större samhälle är Rasht, 7,3 km nordost om Golshan Ţāleshān. Trakten runt Golshan Ţāleshān består till största delen av jordbruksmark.